# Макаров Георгій Георгійович
Гео́ргій Гео́ргійович Мака́ров — полковник медичної служби, заслужений лікар України (2019), хірург вищої категорії, учасник російсько-української війни.

## Життєпис
Полковник медичної служби, учасник російсько-української війни.
Начальник клініки Національного військово-медичного клінічного центру «Головний військовий клінічний госпіталь».

## Нагороди та вшанування
- орден «Данила Галицького» (20.10.2022) — за особисту мужність і самовіддані дії, виявлені у захисті державного суверенітету та територіальної цілісності України, вірність військовій присязі[1].
- медаль «Захиснику Вітчизни» (17.06.2016) — за особисті заслуги у зміцненні обороноздатності Української держави, мужність і самовіддані дії, виявлені у захисті державного суверенітету та територіальної цілісності України, зразкове виконання військового обов'язку[2].
- звання «Заслужений лікар України» (04.12.2019) — особисті заслуги у зміцненні обороноздатності Української держави, мужність і самовіддані дії, виявлені у захисті державного суверенітету та територіальної цілісності України, зразкове виконання військового обов'язку[3].